# Club Atlético Huracán (Tres Arroyos)
|  | No s'ha de confondre amb Huracan (desambiguació). |

El Club Atlético Huracán (o Huracán de Tres Arroyos) és un club de futbol argentí de la ciutat de Tres Arroyos.
El club va ser fundat el 3 de gener de 1923. La seva millor temporada fou la 2004-2005, en la qual jugà a la primera divisió argentina.

## Palmarès
- Torneo Argentino A: 1
  - 2000-01